# Kittadal, Hosadurga
Kittadal là một làng thuộc tehsil Hosadurga, huyện Chitradurga, bang Karnataka, Ấn Độ.